# Ola de frío en Europa de enero de 2017

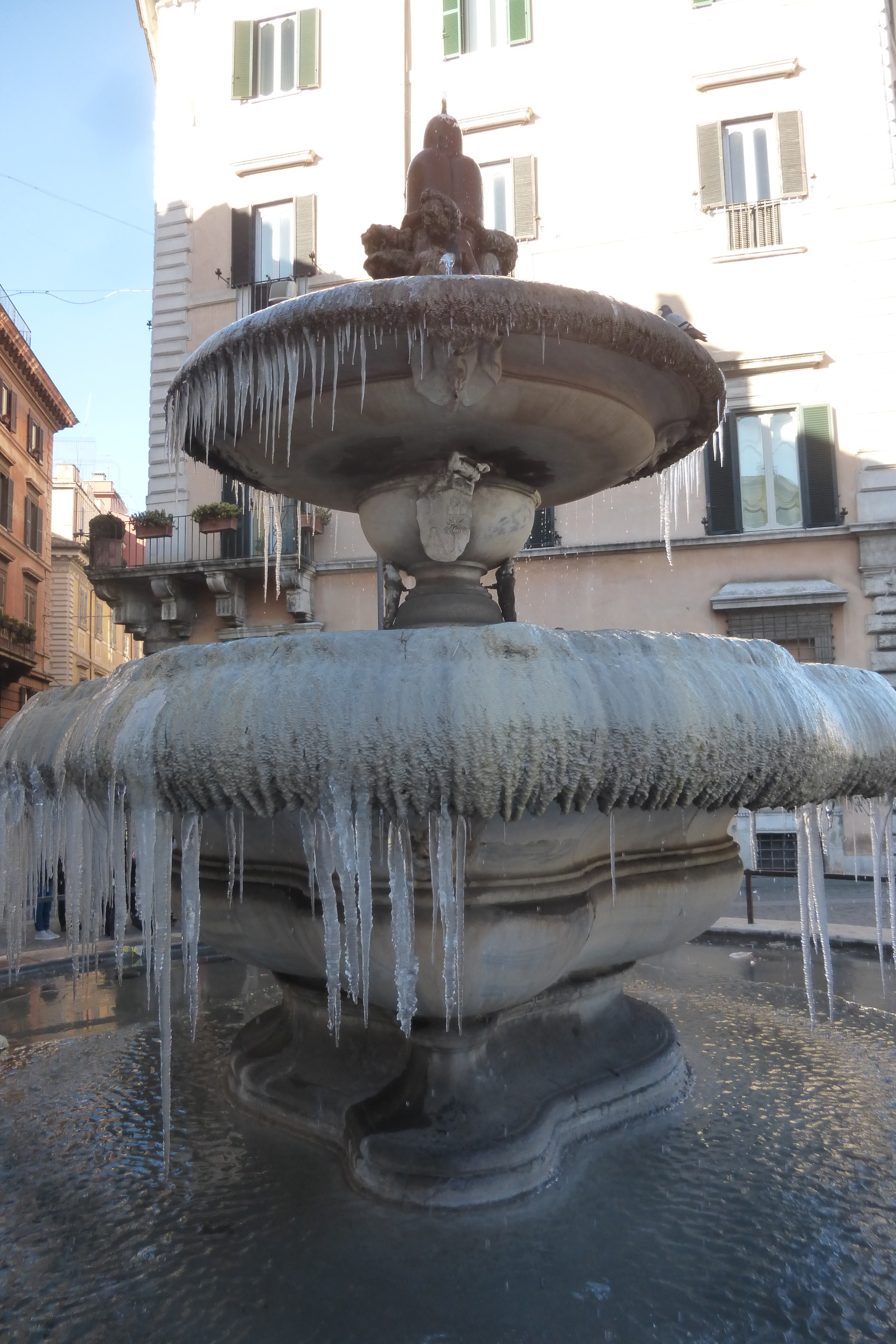
La fuente de Aracoeli helada en Roma, 7 de enero.

La ola de frío de enero de 2017 se desarrolló aproximadamente entre el 5 y el 12 de enero de 2017. Durante esos días se vivió un período de tiempo excepcionalmente frío que causó más de 60 muertes en Europa central y oriental. En algunas áreas los vuelos y servicios de navegación fueron suspendidos, y se produjo un colapso importante de suministros de energía eléctrica y otras infraestructuras esenciales. Este tiempo fue el resultado de una situación estacionaria de altas presiones sobre Europa occidental, que provocó fuertes vientos que circularon entre Rusia y Escandinavia hacia Europa oriental. El 9 de enero, la masa de aire polar extendida desde Alemania hasta los Balcanes originó fuertes nevadas en Grecia y fuertes vientos bora que afectaron a Croacia en particular. Además, las fuertes nevadas de Italia central se produjeron al converger el aire frío con el mar Adriático, más cálido.

## Regiones afectadas

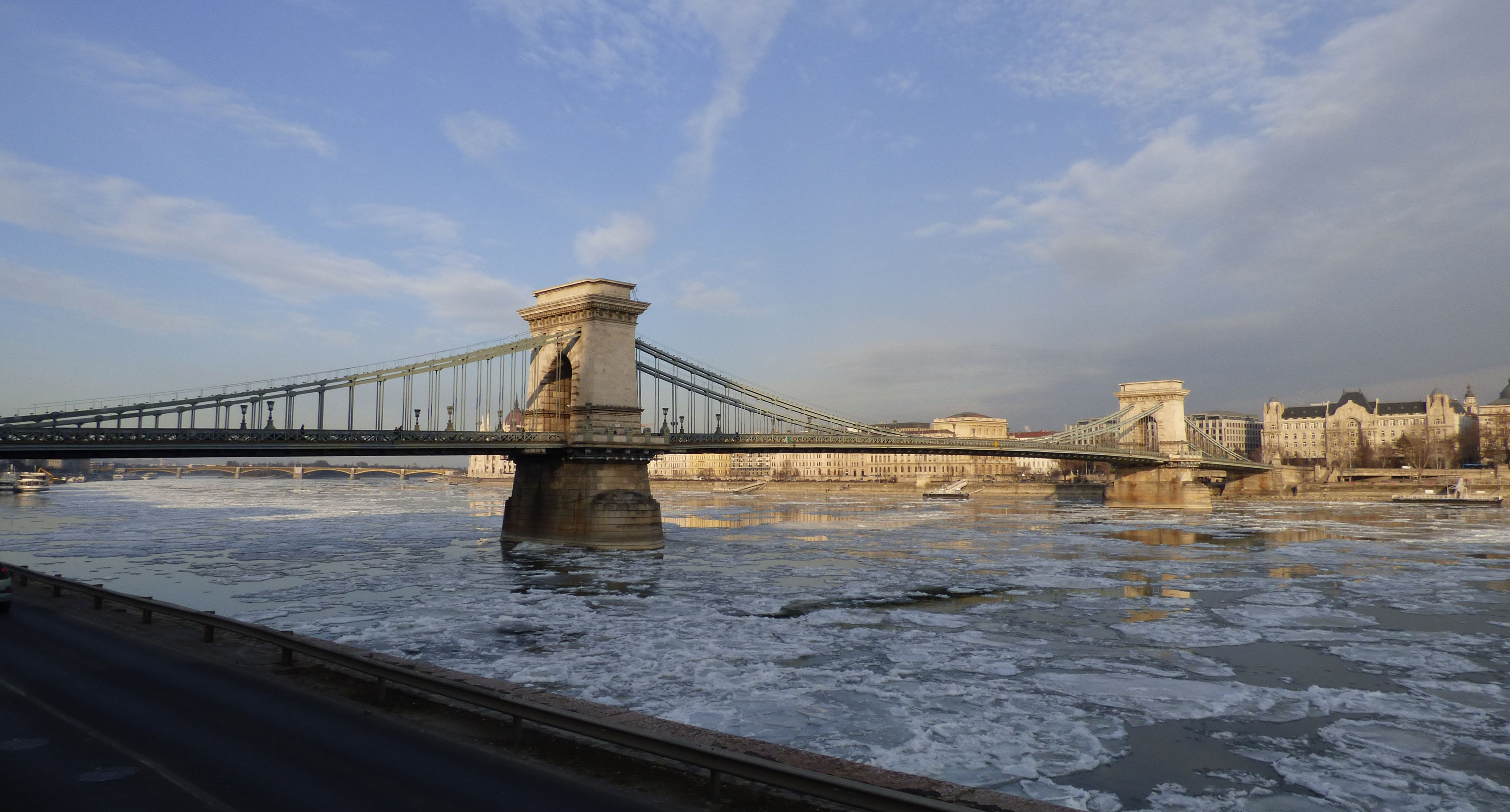
El Danubio congelado a su paso por Budapest, 9 de enero.

Durante la primera semana de 2017, 46 personas (principalmente sin techo) murieron por causa del frío en Polonia, cuando las temperaturas cayeron por debajo de los -8 °C. Se ofreció transporte público gratuito en Varsovia y Cracovia a raíz del smog formado por el tiempo frío. Breslavia también fue afectada por el smog con calidad del aire en niveles críticos. Siete muertes relacionadas con el frío fueron reportadas en Italia, principalmente de personas sin techo, y muchas partes del país experimentaron nevadas excepcionales, fuertes vientos y temperaturas bajo cero. Varios aeropuertos fueron cerrados, incluyendo algunos en Sicilia, Bari y Brindisi. Muchos colegios en el del sur del país fueron cerrados.
Se produjeron ocho muertes por frío en la República Checa, principalmente personas sin hogar. Los cuerpos de tres inmigrantes fueron encontrados cerca de la frontera entre Bulgaria y Turquía. Médicos Sin Fronteras alertó sobre el riesgo que tienen los inmigrantes nómadas, especialmente las cerca de 2000 personas que viven en Belgrado. El Bósforo fue cerrado a la navegación después de una gran nevada que también afectó servicios de Estambul, donde más de 650 vuelos fueron cancelados. Las ventiscas en Bulgaria también afectaron partes de Rumanía y Ucrania, y las travesías por el Danubio fueron suspendidas.
Las temperaturas cayeron a -15 °C en Grecia, donde el Observatorio Nacional de Atenas se refirió al fenómeno de tiempo como Ariadna (por la diosa Ariadna). Un inmigrante murió de frío, y muchos refugiados en las islas del Egeo fueron trasladados a tiendas calientes, pues el área se cubrió de nieve. Las autoridades abrieron tres estaciones del Metro de Atenas para personas sin techo. El transporte de carretera en el país también fue interrumpido, así como el transporte público.
También se registraron muertes en Rusia y Ucrania. Las temperaturas en algunas partes de la Rusia europea cayeron por debajo de los -40 °C. Aproximadamente 100 000 residentes en el óblast de Moscú perdieron la electricidad debido a las temperaturas extremadamente bajas. El 11 de enero, la ola de frío llegó a Albania, con temperaturas de hasta -22 °C. Helicópteros del ejército tuvieron que transportar suministros, principalmente en la ciudad de Gjirokastra y la capital Tirana.

## Registros de temperatura
El 7 de enero fue la Navidad ortodoxa más fría en Moscú en 120 años, con −29,9 °C. La temperatura más baja en Europa occidental se registró en el pueblo suizo de La Brévine, también con −29,9 °C el 6 de enero. El 8 de enero se registró una temperatura récord en el óblast de Tver (Rusia), con −35,7 °C.